# مال تبة (إسطنبول)
مال تبه (بالتركية: Maltepe)‏ أحد أحياء مدينة إسطنبول في تركيا، يقع في الجهة الآسيوية بين قاضي كوي غربًا وكارتال شرقًا، مطل من الجنوب على بحر مرمرة.